# جمير الدين سركار
محمد ضمير الدين سركار (بالإنجليزية: Muhammad Jamiruddin Sircar)‏ (مواليد 1 ديسمبر 1931) محامي وسياسي بنغلاديشي، شغل منصب رئيس بنغلاديش من 21 يونيو 2002 إلى 6 سبتمبر 2002. يعتبر أحد الأعضاء المؤسسين للحزب الوطني البنغلاديشي.

## مسيرته
وُلد سركار في بَنجكَره في شمال البنغال. حصل على درجتي الماجستير والماجستير في القانون من جامعة دكا، وانضم إلى نقابة المحامين لممارسة المحاماة في عام 1960. وغادر إلى لندن في عام 1961 للحصول على درجة محام بالقضاء العالي، وقد تم قبوله واستدعائه من قبل جمعية لنكولن كعضو في (English Bar) وكذلك في (Commonwealth Countries Bar).

### المجال السياسي
ذهب سركار للعمل كمحامٍ في المحكمة العليا في بنغلاديش في القوانين الدستورية والمدنية والجنائية. في عام 1977، تم اختياره من قبل الرئيس ضياء الرحمن كعضو في وفد بنغلاديش في الجمعية العامة للأمم المتحدة. وباعتباره مندوبًا، فقد اعتنى باللجنة القانونية واستمر في هذا الدور للأعوام الأربعة القادمة بين عامي 1977 و1980. وفي عام 1981، سافر كوزير دولة للشؤون الخارجية إلى الأمم المتحدة لإجراء مداولات حول عملية السلام في الشرق الأوسط ونزع السلاح. وقد حضر لاحقًا مؤتمر وزراء العمل لحركة عدم الانحياز في بغداد. تم انتخابه لعضوية البرلمان من (Panchagarh-1) كمرشح للحزب الوطني البنغلاديشي في عامي 1996 و2001. خسر الانتخابات في ديسمبر 2008. تم انتخابه في البرلمان في انتخابات فرعية من (Bogra-6) في 3 أبريل 2009. تم إخلاء (Bogra-6) مع (Bogra-7) من قبل رئيسة الوزراء السابقة خالدة ضياء.
من 28 أكتوبر 2001 إلى 25 يناير 2009، شغل منصب رئيس مجلس جاتيا سانجساد. في 21 يونيو 2002، أصبح رئيسًا بالنيابة بسبب استقالة بدر الدجى تشودري. بقي قائماً بأعمال الرئيس حتى تم انتخاب رئيس جديد في 6 سبتمبر 2002. واجه انتقادات لكونه حزبيًا في تخصيص مقاعد في البرلمان.  في عام 2008، قام بالدفاع عن الحزب الوطني البنغلاديشي ودعا إلى العودة إلى السلطة ووجه مجموعة من الانتقادات. وقد كتبت صحيفة الديلي ستار أن المتحدث يجب أن يكون فوق الخلاف السياسي. في 13 أبريل 2009، ذكرت هيئة تحقيق برلمانية مؤلفة من جميع الأحزاب أن سركار أخذ 2.7 مليون تاكا كفاتورة طبية بشكل غير قانوني دون إذن من رئيسة الوزراء خالدة ضياء خلال فترة رئاسته للبرلمان. في 8 نوفمبر 2012، قدمت لجنة مكافحة الفساد تهماً ضده، زاعمة أنه اختلس 3.3 مليون تاكا.
في عام 2018، عمل سركار كمحامي الدفاع لرئيسة الوزراء السابقة خالدة ضياء في قضية فساد دار الأيتام.